# Cerèbia
Cerèbia (en grec antic: Κερεβια) va ser, segons la mitologia grega, la mare dels pescadors Dictis i Polidectes, que més endavant era rei de Sèrifos. Aquests germans van tenir un paper en la llegenda de Perseu.
Cerèbia es va ajuntar amb Posidó i va tenir aquests dos fills. De vegades la tradició diu que Dictis i Polidectes eren fills de Magnes.